# 7622 Pergolesi
7622 Pergolesi è un asteroide della fascia principale. Scoperto nel 1960, presenta un'orbita caratterizzata da un semiasse maggiore pari a 2,3170662 UA e da un'eccentricità di 0,0924716, inclinata di 3,07603° rispetto all'eclittica.